# Stan Getz and The Oscar Peterson Trio
Stan Getz and the Oscar Peterson Trio è un disco pubblicato nel 1957 per l'etichetta Verve e sotto la supervisione di Norman Granz. È stato rimasterizzato in CD nel 1989/1990.

## Il disco
Gli artisti, oltre a Oscar Peterson e Stan Getz, sono Ray Brown al basso e Herb Ellis alla chitarra, entrambi componenti stabili del Trio assieme al pianista. L'assenza di uno strumento pure abituale nei combo jazz come la batteria è effettivamente una caratteristica dell'ensemble. Questo, fra l'altro, permette a Getz di esaltare il quieto suono del suo sassofono.
I brani in scaletta si alternano fra standard e composizioni originali. Ancora Stan Getz evidenzia qui la propria formazione, proveniente dagli anni d'oro dello swing. 
Dopo I want to be happy e Pennies from Heaven, in cui il gruppo mostra l'ottimo affiatamento, il successivo Medley (comprendente Bewitched, I don't know why, How long has this...) mette in luce il lirismo dei due protagonisti. Seguono I'm glad there is you, Tour's end, I was doing all right. 
Il primo blues deciso è Bronx Blues, cui fanno seguito la conosciuta Three little words, quindi Detour ahead, Sunday e Blues for Herky.